# سليمان كوناتي
سليمان كوناتي (بالفرنسية: Souleymane Konaté)‏ هو لاعب كرة قدم مالي في مركز قلب الدفاع، ولد في 20 سبتمبر 1989 في مالي. لعب مع الملعب المالي ونادي الهلال.